# 馬馭
馬馭（1462年—？），字世維，山西平陽府解州夏縣人，民籍，明朝政治人物。

## 生平
山西鄉試第四十九名舉人。弘治六年（1493年）中式癸丑科會試第五十九名，二甲第七十名進士。担任直隶景州知州，后被贬戍守云南，担任都指挥佥事。

## 家族
曾祖馬弘毅；祖父馬彬；父馬忱，武定州判官。母杜氏。具庆下。弟馬騤（贡士）。弟馬騤，弘治九年丙辰科进士。